# Miroslav Bartůšek
Miroslav Bartůšek   (Praga, 11 d'agost de 1921 - 18 de desembre de 1985) fou un nedador txec que va competir sota bandera txecoslovaca durant la dècada de 1940.
El 1948 va prendre part en els Jocs Olímpics d'Estiu de Londres, on va disputar dues proves del programa de natació. En ambdues, 400 i 1.500 metres lliures, quedà eliminat en sèries.
En el seu palmarès destaca una medalla de bronze al Campionat d'Europa de natació de 1947.